# ژان میشل کائو
ژان میشل کائو (انگلیسی: Jean-Michel Cau؛ زادهٔ ۲۷ اکتبر ۱۹۸۰) بازیکن فوتبال اهل فرانسه است.
از باشگاه‌هایی که در آن بازی کرده‌است می‌توان به باشگاه فوتبال دارلینگتون اشاره کرد.